# Union Neuchâtel Basket
O Union Neuchâtel Basket é um clube profissional de basquetebol sediado na cidade de Neuchâtel, Suíça que atualmente disputa a SB League. Foi fundado em 1988 e manda seus jogos nas La Riveraine com capacidade para 2.500 espectadores.

## Temporadas
| Temporada | Nível | Liga | Pos.              | Pós Temporada     |
| --------- | ----- | ---- | ----------------- | ----------------- |
| 2014-15   | 1     | LNA  | 2                 | Finalista         |
| 2015-16   | 1     | LNA  | 3                 | Finalista         |
| 2016-17   | 1     | LNA  | 5                 | Quartas de finais |
| 2017-18   | 1     | SBL  | 5                 | Semifinais        |
| 2018-19   | 1     | SBL  | 3                 |                   |
| 2019-20   | 1     | SBL  | Pandemia Covid-19 | Pandemia Covid-19 |
| 2020-21   | 1     | SBL  | 4                 | Semifinais        |

fonte:eurobasket.com

## Títulos
- SB League

Finalista (2):2015, 2016
- Copa da Suíça

Campeão (1):2013